# Puszcza Piska

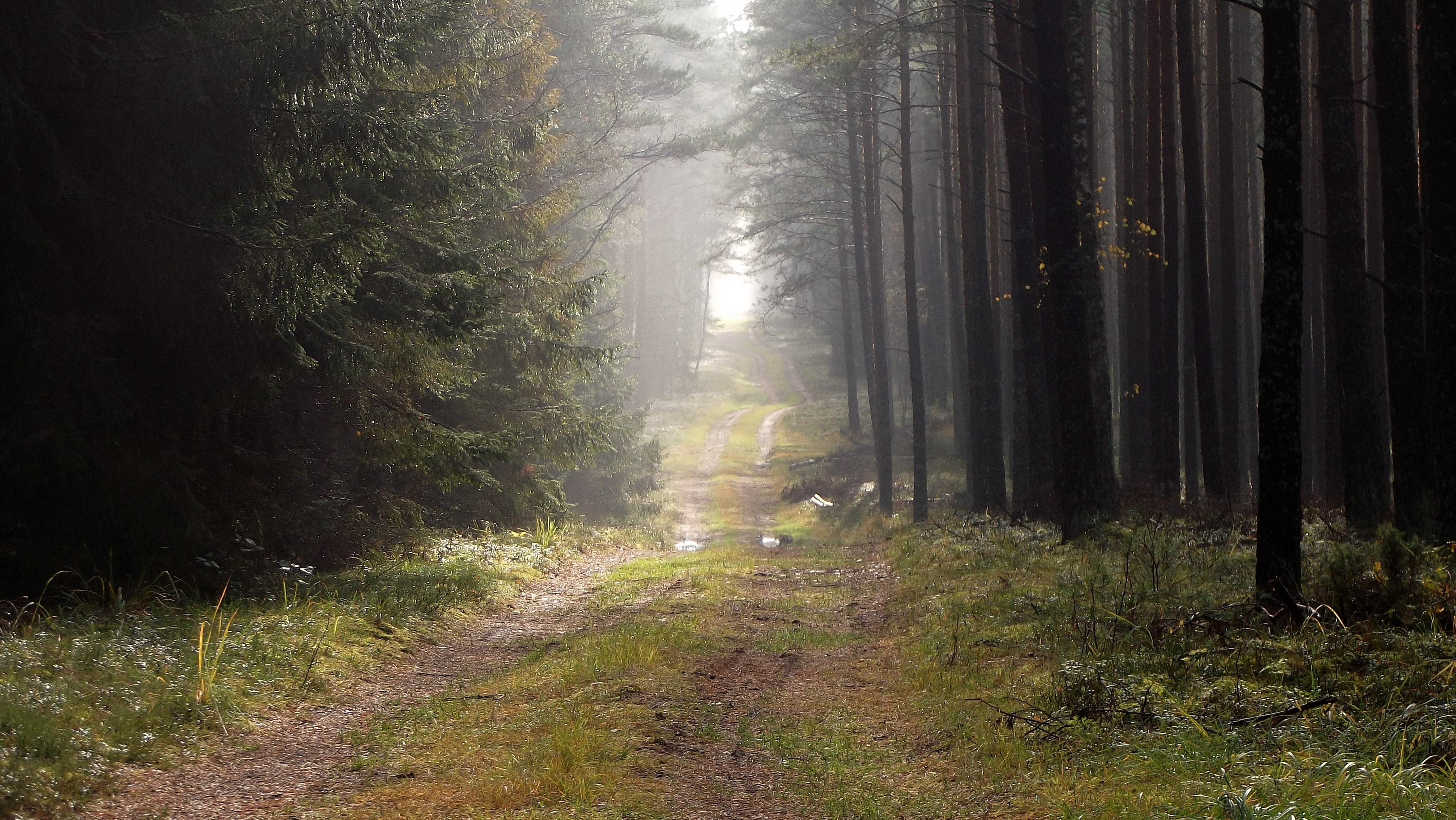
Fragment puszczy

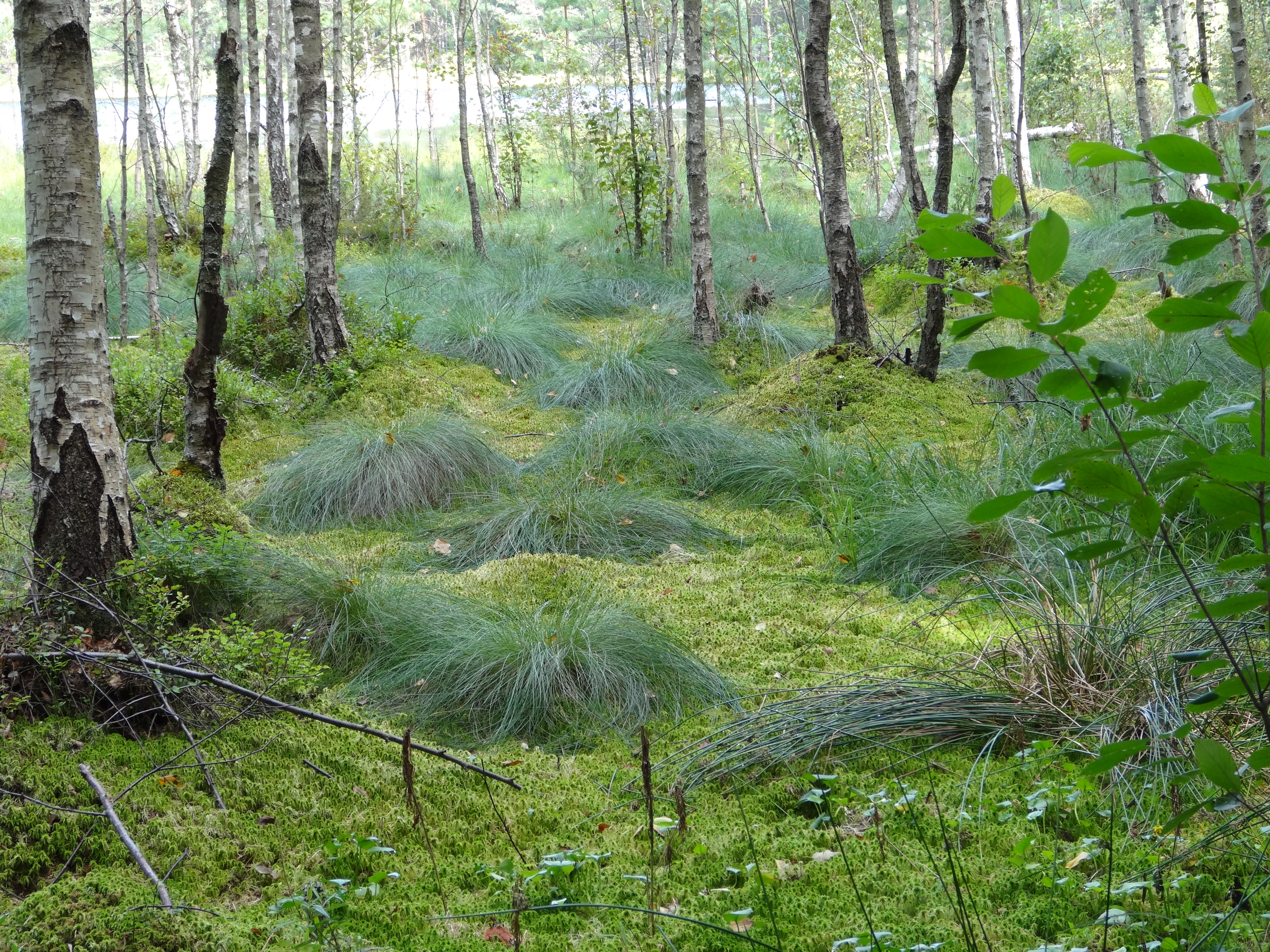
Fragment rezerwatu Królewska Sosna

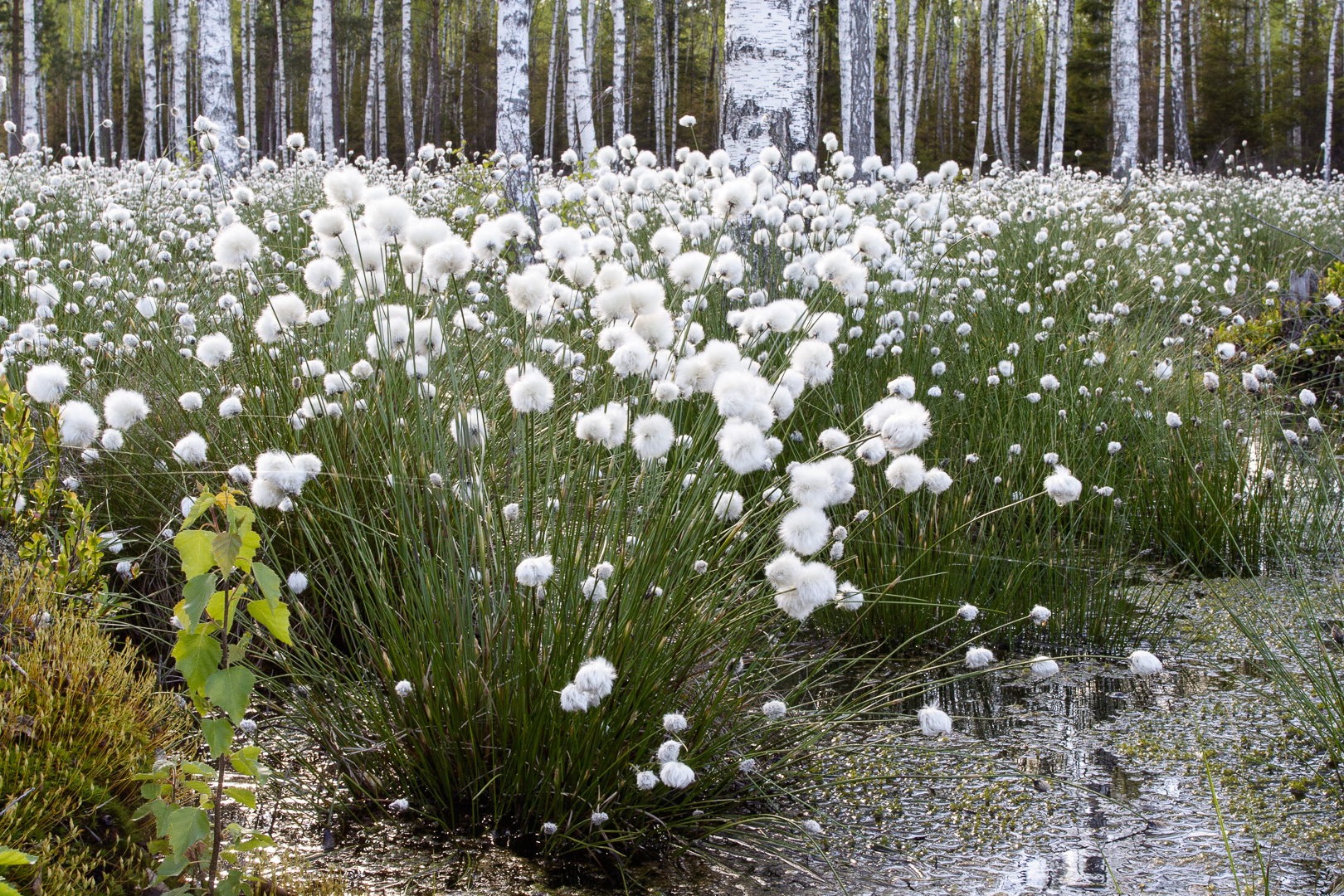
Wełnianka pochwowata na wschód od jeziora Pogubie Wielkie

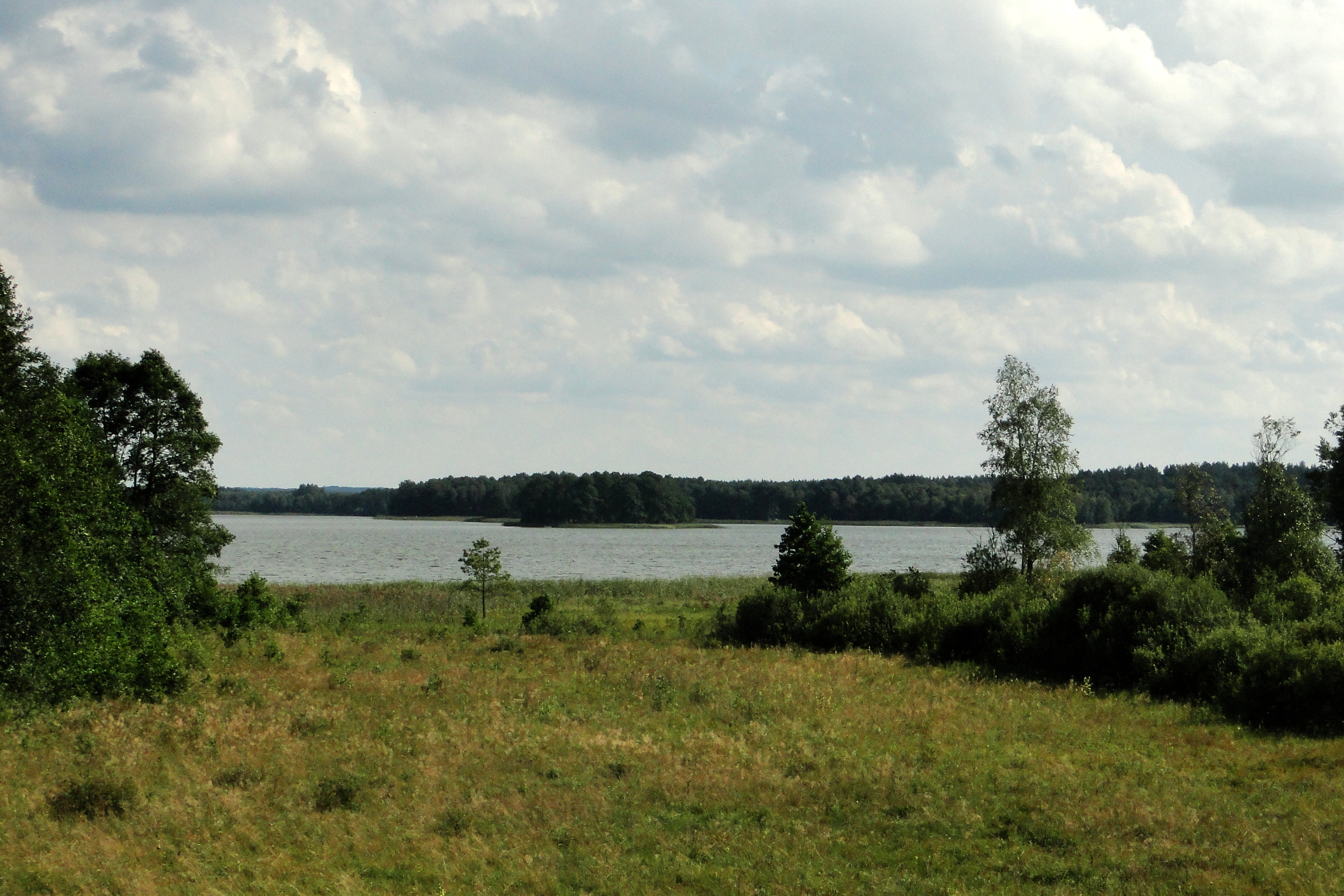
Jezioro Zdróżno

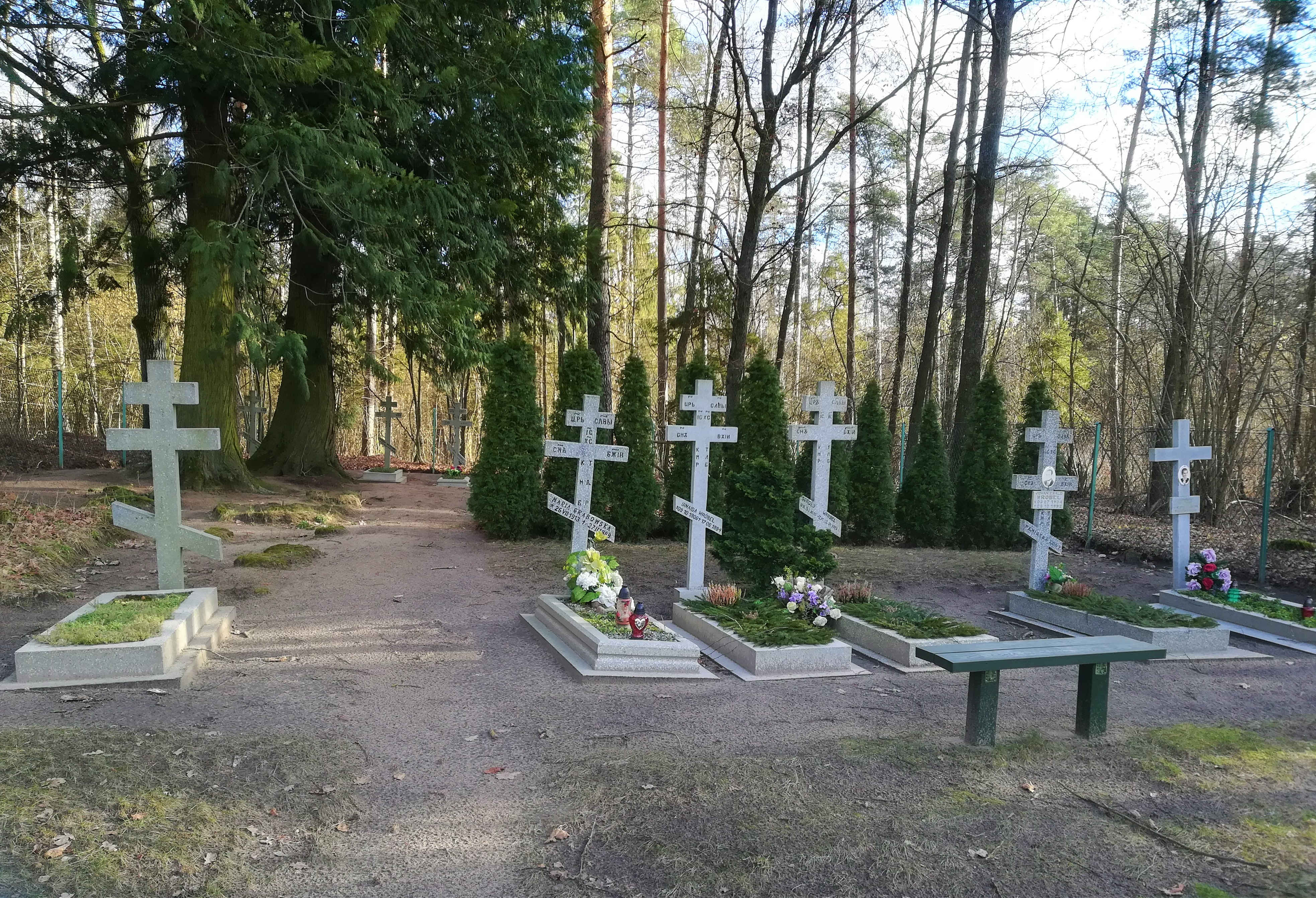
Cmentarz staroobrzędowców w Kadzidłowie

Puszcza Piska (dawniej Puszcza Jańsborska, niem. Johannisburger Heide) – największy, rozciągający się na ok. 100 tys. ha, kompleks leśny na Mazurach. Położony częściowo na Równinie Mazurskiej, połowę jego obszaru obejmuje Mazurski Park Krajobrazowy.
Puszcza jest położona na terenie 16 gmin w 3 województwach. W województwie warmińsko-mazurskim na terenie gmin: Mikołajki, Mrągowo, Piecki, Sorkwity, Biskupiec, Biała Piska, Orzysz, Pisz, Ruciane-Nida, Dźwierzuty, Rozogi, Szczytno i Świętajno, w województwie podlaskim: gmin Kolno i Turośl, a także na terenie gminy Łyse w województwie mazowieckim.
W skład obszaru puszczy wchodzi wiele jezior, które pełnią także rolę rezerwatów, m.in. Śniardwy. W północnej części puszczy zlokalizowana jest Kraina Wielkich Jezior. Południową jej część porastają torfowiska niskie. Głównymi rzekami puszczy są Krutynia i Pisa.

## Fauna i flora
Puszcza Piska porośnięta jest lasami sosnowymi i świerkowymi z niewielką domieszką brzozy, osiki, klonu, olchy i dębu (które można spotkać w południowej części Puszczy) rosnących na sandrowych piaskach. Szczególnie znana jest „sosna mazurska”, która porasta m.in. wschodnie brzegi Jeziora Mokrego. Osiąga ona wysokość 40 m i wiek 200 lat.
W lasach żyją m.in. jelenie, łosie, bobry, sarny, dziki, zające, lisy, głuszce, bociany, żurawie, wilki i od niedawna rysie. W dawnych czasach na obszarze Puszczy występowały: tury, niedźwiedzie i rosomaki. W Kadzidłowie na obszarze 100 ha znajduje się prywatny park dzikich zwierząt, w którym trzymane są: wilki, jelenie, daniele, łosie, tarpany, dziki, miniaturowe kozy, osiołki i bobry, także żubry i bizony.
Obszar Puszczy Piskiej jest ostoją ptaków o randze europejskiej. Połowę obszaru puszczy obejmuje założony w 1977 r. Mazurski Park Krajobrazowy (53,6 tys. ha). Najcenniejszy rezerwat znajduje się na jeziorze Łuknajno, gdzie znajduje się ostoja łabędzia niemego. Symbolem parku jest jednak bocian biały, którego gniazda widać w wielu wioskach.
W runie występują chronione rośliny, m.in. lilia złotogłów, wielosił błękitny, rosiczka okrągłolistna, wawrzynek wilczełyko i 10 gatunków z rodziny storczykowatych. W podszycie występuje m.in. jałowiec, leszczyna, jarzębina, czeremcha, kruszyna, trzmielina i jeżyny.

## Geomorfologia
W części północnej dominują wzgórza moreny czołowej, pofałdowane równiny moren dennych, tereny międzymorenowe wypełnione utworami piaszczystymi i liczne jeziora rynnowe. Ta część obejmuje teren od północy: Sorkwity, Mrągowo i Użranki, a od południa: Maradki, Kosewo, Zełwągi i Mikołajki.
W części południowej dominują rozległe równiny sandrowe, poprzecinane dolinami wypełnionymi utworami torfowymi. Dnem tych dolin spływa nadmiar wód, które odprowadzane są w kierunku Narwi. W wyniku działalności lodowca region został pokryty grubą warstwą utworów pochodzenia lodowcowego i wodno-lodowcowego o miąższości często przekraczającej 200 m. Na terenach morenowych utwory te stanowią głównie gliny zwałowe, utwory kamieniste, żwiry i piaski zazwyczaj silnie ze sobą przemieszane, a na terenach sandrowych ubogie piaski i żwiry. Te utwory polodowcowe stały się głównym materiałem glebotwórczym. Stąd w północno-zachodniej części gleby brunatne, płowe i rdzawo-brunatne, wytworzone zostały z utworów zwałowych-glin lekkich i spiaszczonych, piasków gliniastych lekkich i mocnych, zwykle żwirowatych, stanowiąc bogate siedliska lasów mieszanych i lasów świeżych. Gleby w środkowej i południowej części wytworzyły się z piasków pochodzenia wodno-lodowcowego (sandry) i z piasków rzecznych terasów akumulacyjnych. Z utworów tych wytworzyły się głównie gleby rdzawe, rzadziej bielicowe, a na żyźniejszych piaskach rdzawo-bielicowe. W obniżeniach terenu wytworzyły się gleby torfowe, murszowe i różne gleby pobagienne.

## Hydrografia
Najbardziej rzucającym się w oczy elementem sieci hydrograficznej są jeziora – z największym polskim jeziorem, Śniardwy a także: Tałty, Mikołajskie, Bełdany, Jezioro Nidzkie, Jezioro Mokre czy Łuknajno i Pogubie Wielkie. Jeziora te są rozmieszczone dość równomiernie na całym obszarze. Dominują jeziora eutroficzne, znacznie rzadsze są średnio żyzne jeziora mezotroficzne. Występują też ubogie jeziorka dystroficzne, charakteryzujące się brunatną barwą wody, bogate w związki humusowe. Są one usytuowane zazwyczaj w bezodpływowych zagłębieniach śródleśnych, otaczają je często torfowiska wysokie.
Spośród rzek do największych i najbardziej znanych należą Krutynia i Pisa, która odprowadza wody z południowej części Wielkich Jezior Mazurskich do Narwi. Bogata jest sieć drobnych rzeczek strumieni i rowów. W południowej części swój początek biorą spływające w głąb Kurpi Rozoga, Szkwa i Rybnica.
Cennym uzupełnieniem sieci hydrograficznej są liczne torfowiska. Tworzyły się one w dolinach rzek i nad brzegami niektórych jezior. Znaczna ich część została zamieniona na łąki i pastwiska. Większe ich powierzchnie zachowały się w rejonach takich jezior jak Roś, Pogubie, Łuknajno czy też w dolinie Krutyni.
Sporo jest niewielkich powierzchniowo torfowisk wysokich położonych w bezodpływowych zagłębieniach, zasilanych jedynie przez ubogie wody opadowe. Porasta je charakterystyczna roślinność, którą tworzą mchy torfowce, liczne krzewinki takie jak bagno zwyczajne, borówka bagienna, żurawina. Spotyka się tam zazwyczaj karłowate sosny. Istnieją też torfowiska przejściowe łączące cechy torfowisk niskich i wysokich.

## Historia
Do połowy XVIII w. trwała rabunkowa gospodarka leśna. Lasy niszczono na potrzeby osadnictwa. Duże szkody wyrządzały w ekosystemach Puszczy Piskiej, wiejące z dużą siłą wiatry. Do największej klęski w historii lasów puszczańskich doszło 4 lipca 2002 roku w trójkącie miast Orzysz – Pisz – Ełk. Huragan spowodował, w niespotykanej dotychczas skali, wielkoobszarowe złomy i wywroty. W Nadleśnictwie Pisz szkody wystąpiły na powierzchni około 12 tys. ha (ogółem ucierpiało 16 tys. ha puszczy), a miąższość uszkodzonych drzew oszacowana została na około 3,5 mln m³. Uszkodzeniu uległo ok. 35% lasów, głównie w Obrębie Wilcze Bagno i Dłutowo. Zdaniem leśników odbudowa Puszczy Piskiej potrwa około 60 lat. Dzisiaj jest zachowany obszar, który będzie się regenerował bez ingerencji człowieka i można obejrzeć skutki wielkiego huraganu oraz naturalne etapy dynamiki sukcesyjnej.
Obszar Puszczy Piskiej jest terenem nadającym się na spacery i wycieczki. Znajdują się tam trasy rowerowe. Jeziora Mazurskie są bazą dla żeglarzy i wędkarzy.

## Rezerwaty przyrody na terenie puszczy
- Jezioro Lisunie
- Jezioro Łuknajno
- Jezioro Nidzkie
- Jezioro Pogubie Wielkie
- Jezioro Warnołty
- Królewska Sosna
- Krutynia
- Krutynia Dolna
- Ławny Lasek
- Pierwos
- Piłaki
- Pupy
- Strzałowo
- Zakręt